# ولسوالی شورابک
شورابک یکی از ولسوالیهای ولایت قندهار در جنوب خاوری افغانستان است. جمعیت آن در سال ۲۰۰۶ میلادی، ۹۶۰۰ نفر اعلام شده است.

## منبع‌ها
1. ↑   «جمعیت‌شناسی و جمعیت ولایت قندهار» (PDF). هیئت معاونیت ملل متحد در افغانستان و   سالنامه آماری افغانستان، سال ۲۰۰۶ میلادی. وزارت احیا و انکشاف دهات افغانستان. دریافت‌شده در ۱۲-۱۲-۱۳۹۰. تاریخ وارد شده در |تاریخ بازدید= را بررسی کنید (کمک)